# Feodor Lynen

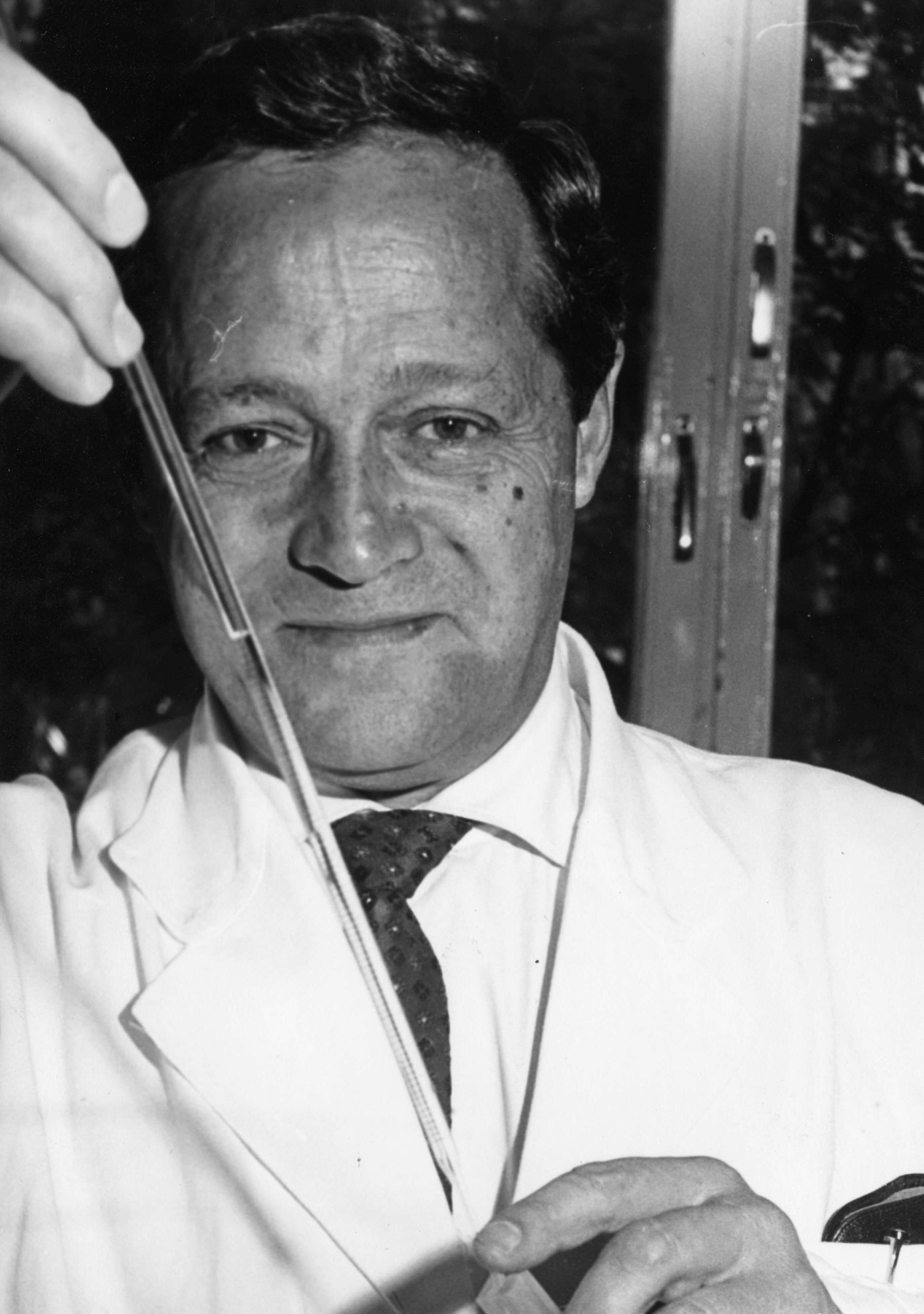
Feodor Lynen, ca. 1965

Feodor Felix Konrad Lynen (* 6. April 1911 in München; † 6. August 1979 ebenda) war ein deutscher Biochemiker. Für seine Arbeiten zum Cholesterin- und Fettsäuren-Stoffwechsel erhielt er 1964 zusammen mit Konrad Bloch den Nobelpreis für Physiologie oder Medizin.

## Leben
Feodor Lynen war der Sohn des ordentlichen Professors für Maschinenbau Wilhelm Lynen und seiner Ehefrau Frieda geb. Prym und besuchte die Luitpold-Oberrealschule in München. Zwischen 1930 und 1934 studierte Lynen Chemie an der Ludwig-Maximilians-Universität München, arbeitete nach der beim Nobelpreisträger Heinrich Wieland auf dem Gebiet der Biochemie erfolgten Promotion 1937–1942 als Stipendiat der Notgemeinschaft der deutschen Wissenschaft im Chemischen Laboratorium der Bayerischen Akademie der Wissenschaften und habilitierte sich 1941. Eine Behinderung am Bein infolge eines Unfalls bewahrte Lynen vor dem Einzug als Soldat in die Wehrmacht.
Seit 1942 als Dozent Abteilungsleiter für Biochemie des Chemischen Staatslaboratoriums der Universität München, wurde er 1947 außerordentlicher und 1953 ordentlicher Professor. 1954 wurde Lynen Direktor des Instituts für Zellchemie an der damaligen Deutschen Forschungsanstalt für Psychiatrie. Dieses Institut für Zellchemie wurde 1956 in das selbständige Max-Planck-Institut für Zellchemie (München) umgewandelt, zu dessen Direktor Lynen berufen wurde. Im folgenden Jahr übernahm Lynen das Ordinariat für Biochemie der Universität München.
Das MPI für Zellchemie ging 1972 im Max-Planck-Institut für Biochemie auf, das 1972/73 in Martinsried bei München neu gegründet wurde. Ab 1972 bis zu seiner Emeritierung 1979 war Lynen Direktor der Abteilung Enzymchemie und Stoffwechsel am Max-Planck-Institut für Biochemie. Von 1974 bis 1976 war er zudem Geschäftsführender Direktor des Instituts.
Als einer der bedeutendsten deutschen Biochemiker des 20. Jahrhunderts arbeitete Lynen über den Phosphatkreislauf und den Pasteur-Effekt, vor allem aber über den Mechanismus und die Regulierung des Cholesterin- und Fettsäurestoffwechsels. 1951 gelang ihm die Isolierung aktivierter Essigsäure (Acetyl-Coenzym A) aus Hefezellen, 1958 identifizierte er Isopentenylpyrophosphat als Baustein der Terpene und des Cholesterins. Mit der Isolierung der „aktivierten Essigsäure“ stellte er die Grundlage zur klinischen Erforschung von Fettstoffwechselstörungen etwa bei Diabetes mellitus oder der Entstehung der Arteriosklerose bereit.

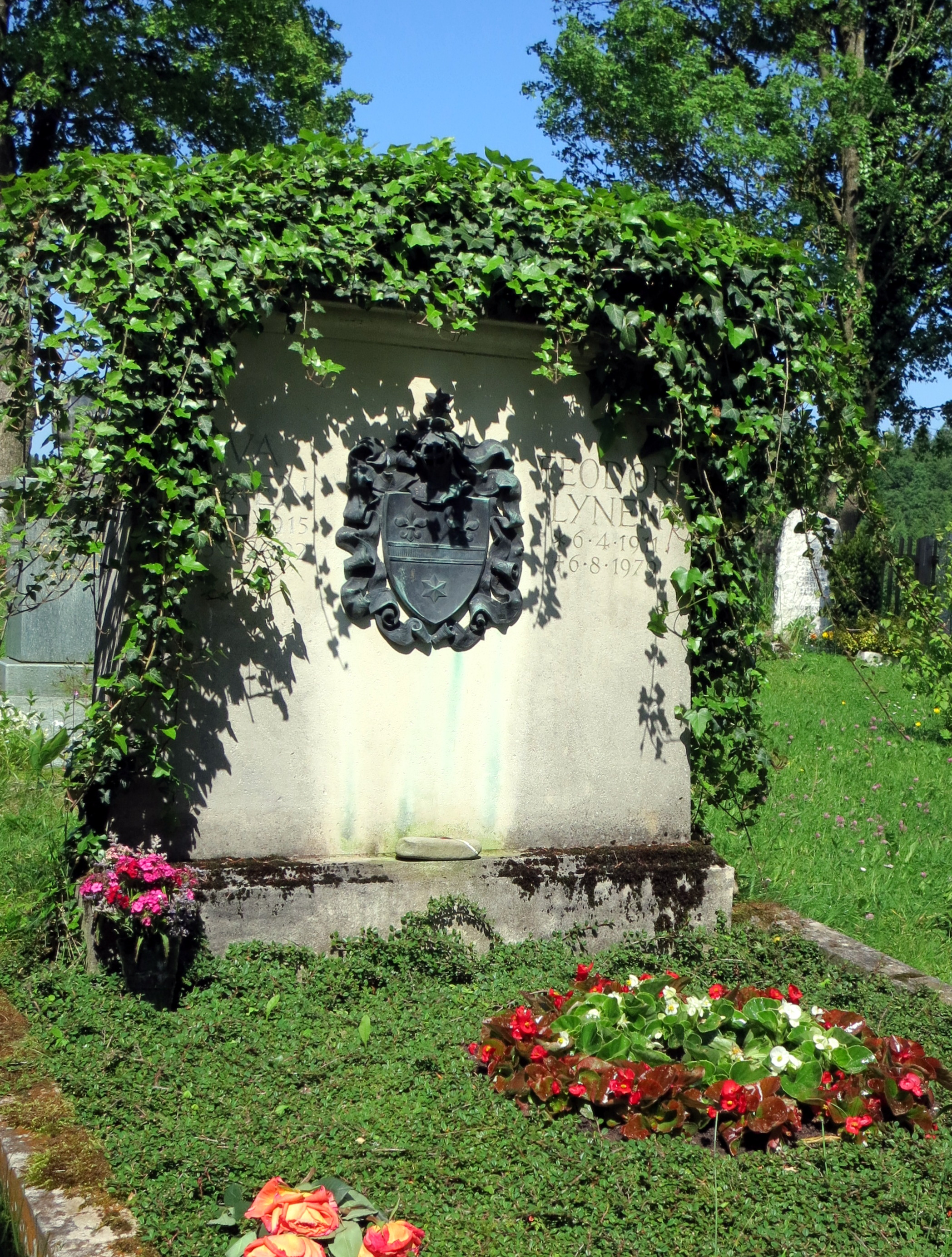
Lynens Grab auf Gut Rieden

Feodor Lynen war mit Eva Wieland verheiratet, der Tochter seines Doktorvaters Heinrich Wieland. Aus der Ehe gingen fünf Kinder hervor, seine älteste Tochter wurde ebenfalls Chemikerin.
Feodor Lynen liegt auf dem Friedhof der Filialkirche St. Peter und Paul des Starnberger Ortsteils Rieden begraben.

## Auszeichnungen und Ehrungen

### Mitgliedschaften
- 1953: Bayerische Akademie der Wissenschaften[8]
- 1959: Leopoldina[9]
- 1962: American Academy of Arts and Sciences
- 1962: National Academy of Sciences
- 1966: American Philosophical Society[10]
- 1975: Royal Society
- 1976: Akademie der Wissenschaften zu Göttingen[11]
- 1976: Ehrenmitglied (Honorary Fellow) der Royal Society of Edinburgh[12]

### Auszeichnungen (Auswahl)
- 1955: Liebig-Denkmünze der Gesellschaft Deutscher Chemiker
- 1963: Otto-Warburg-Medaille
- 1964: Nobelpreis für Physiologie oder Medizin zusammen mit Konrad Bloch „für ihre Entdeckungen über den Mechanismus und Regulation des Stoffwechsels von Cholesterin und Fettsäuren“
- 1965: Großes Verdienstkreuz mit Stern und Schulterband der Bundesrepublik Deutschland
- 1965: Ehrenbürger von Starnberg
- 1967: Wilhelm-Normann-Medaille der Deutschen Gesellschaft für Fettwissenschaft[13]
- 1971: Pour le mérite für Wissenschaft und Künste
- 1973: Österreichisches Ehrenzeichen für Wissenschaft und Kunst
- 1978: Ehrendoktor der Universität Regensburg

### Namensgebungen
Nach Feodor Lynen wurden benannt:

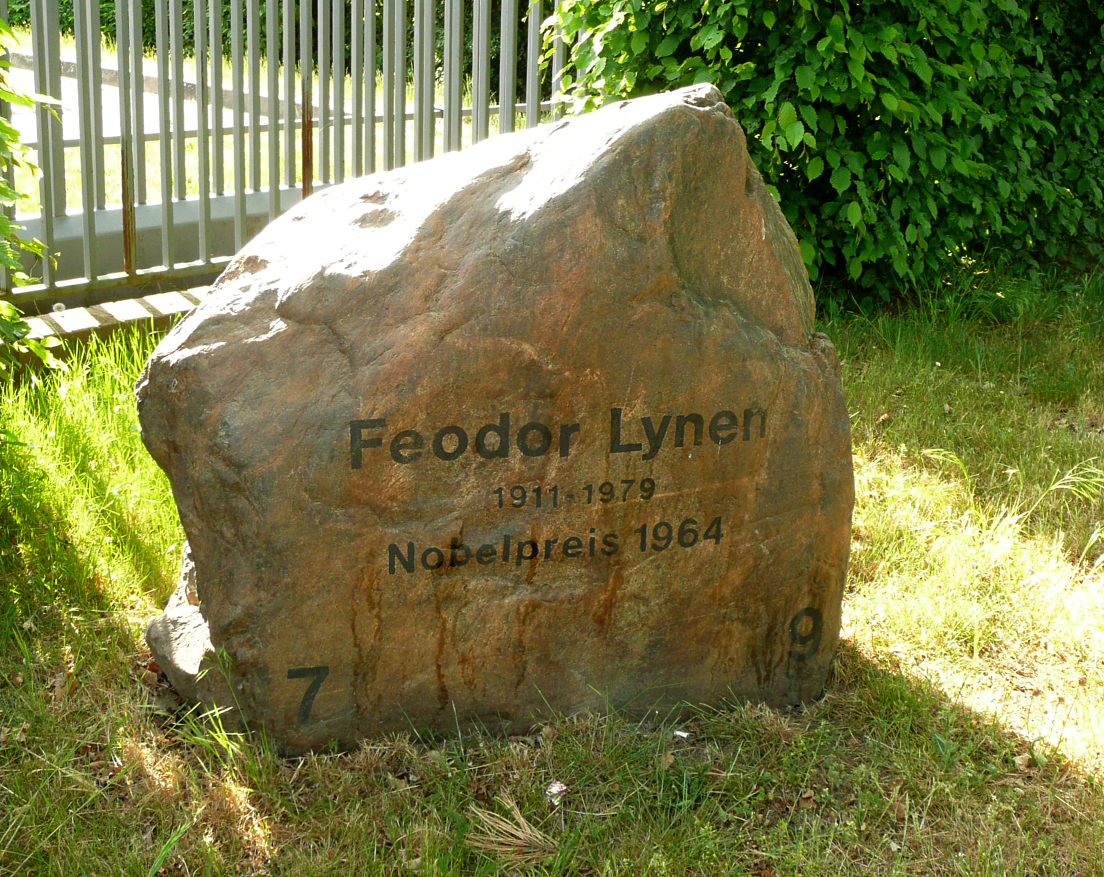
Gedenkstein in der Feodor-Lynen-Straße in Hannover

- der Lynen-Zyklus, der für die Biosynthese von Ketonkörpern zuständige Stoffwechselweg
- das Feodor-Lynen-Gymnasium in Planegg (seit 1980)
- die Feodor-Lynen-Straße in Hannover (nahe der Medizinischen Hochschule)[14]
- die Feodor-Lynen-Straße in München-Großhadern (seit 1996)[15]
- die Feodor-Lynen-Straße in Planegg
- der Feodor-Lynen-Steig in seinem langjährigen Wohnort Starnberg
- das Feodor-Lynen-Forschungsstipendium der Alexander-von-Humboldt-Stiftung, der er von 1975 bis 1979 als Präsident vorgestanden hatte
- der Lynen-Hörsaal der Fakultät für Chemie und Pharmazie der Ludwig-Maximilians-Universität München

## Schriften (Auswahl)
- Über chemische Baupläne des Lebendigen. München 1966.
- mit Otto Wieland und H. Mehnert: Biochemie und Klinik des Insulinmangels. Stuttgart 1971.
- Life, Luck and Logic in Biochemical Research. 1969; auch in: Perspectives in Biology and Medicine. Band 12, 1972, S. 204–218.